# Meroplinthus trilineatus
Meroplinthus trilineatus là một loài bọ cánh cứng trong họ Elateridae. Loài này được Lucas miêu tả khoa học năm 1859.